# Caryophyllia sarsiae
Espèce
Statut CITES
Caryophyllia sarsiae est une espèce de coraux appartenant à la famille des Caryophylliidae.